# Иваново Село
Иваново Село (чеш. Janova Ves) је насељено мјесто у саставу града Грубишног Поља, у Бјеловарско-билогорској жупанији, Република Хрватска.

## Географија
Иваново Село се налази око 8 км југоисточно од Грубишног Поља.

## Историја
Иваново Село је најстарија чешка насељеничка колонија у Славонији. Колонизовано је 1822. године, од када па све до краја Првог светског рата звало Јоханесдорф. Народно име му је "Пемија" изведено од "Бемен". Године 1932. село припада Грубишинопољском срезу, а смештено је између Дарувара и Великих Бастаја.
У Иваном Селу је постојао државни посед (шума) ради којег је ту радила Шумска управа (1931-1936). Иста Управа је 1936. године премештена у Вировитицу.
Државна народна школа је у међуратном периоду имала два одељења. Министар просвете је 1939. године дозволио да је отвори у тој школи и први разред "Више народне школе", али без повећања одељења. Као учитељи у Иваном Селу се помињу: Мирко Богданић (1927), Звонимир Кришковић (1928), Адела Блажевић (1933), Ловро Блажевић (1936)...
Хрватски Збор народне гарде и МУП су 21. септембра 1991. године напали до тада српско Иваново Село. Том приликом је погинуло неколико цивила.

## Становништво
Према попису становништва из 2011. године, насеље Иваново Село је имало 264 становника.
| Демографија | Демографија | Демографија |
| Година      | Становника  | Становника  |
| ----------- | ----------- | ----------- |
| 1961.       | 773         |             |
| 1971.       | 726         |             |
| 1981.       | 560         |             |
| 1991.       | 441         |             |
| 2001.       | 326         |             |
| 2011.       |             | 264         |

## Попис 1991.
На попису становништва 1991. године, насељено место Иваново Село је имало 441 становника, следећег националног састава:
| Попис 1991.‍ | Попис 1991.‍ | Попис 1991.‍ | Попис 1991.‍ | Попис 1991.‍ |
| ----------- | ----------- | ----------- | ----------- | ----------- |
|             |             |             |             |             |
| Чеси        | Чеси        |             | 335         | 75,96%      |
| Хрвати      | Хрвати      |             | 102         | 23,12%      |
| Мађари      | Мађари      |             | 3           | 0,68%       |
| Срби        | Срби        |             | 1           | 0,22%       |
| укупно: 441 |             |             |             |             |